# Alan Weisman
Alan Weisman (Mineápolis, 24 de março de 1947) é um escritor, jornalista e professor norte-americano.

## Biografia
Alan Weisman nasceu em 24 de março de 1947, na cidade de Mineápolis, estado de Minnesota. Ele é graduado em literatura e possui um mestrado em jornalismo pela Universidade do Noroeste. No período de 2004 a 2013, exerceu o cargo de professor laureado em jornalismo e estudos latino-americanos na Universidade do Arizona, pela qual coordenou um programa anual de jornalismo internacional de campo. Além disso, ministrou cursos de escrita e jornalismo no Prescott College e no Williams College.
Durante três décadas, Weisman escreveu centenas de artigos para diversas publicações nos Estados Unidos. Seus relatos, situados em várias partes do mundo, foram publicados em The Atlantic Monthly, Harper's, The New York Times, Los Angeles Times, Audubon, Mother Jones, Condé Nast Traveler, assim como em várias antologias, e também foram transmitidos pela National Public Radio e American Public Media. Como escritor, ele publicou os livros We, Immortals (1979), La Frontera: The United States Border With Mexico (1986), Gaviotas: A Village to Reinvent the World (1998) e An Echo In My Blood (1999). No entanto, sua publicação mais conhecida é o best-seller O Mundo sem Nós, um livro de 2007 que explora os acontecimentos que ocorreriam se os seres humanos desaparecessem da Terra. No ano de 2013, escreveu Countdown: Our Last, Best Hope for a Future on Earth?, livro vencedor do Los Angeles Times Book Prize de 2014.
Além deste prêmio, Weisman também recebeu, ao longo de sua carreira, o Four Corners de melhor livro de não ficção, o Los Angeles Press Club de melhor reportagem e o Best of the West em jornalismo. Seu livro Gaviotas ganhou o prêmio Social Inventions em 1998.